# Trypeticus kirtoni
Trypeticus kirtoni är en skalbaggsart som beskrevs av Kanaar 2003. Trypeticus kirtoni ingår i släktet Trypeticus och familjen stumpbaggar. Inga underarter finns listade i Catalogue of Life.